# Boolathana mainae
Boolathana mainae is een spinnensoort uit de familie Trochanteriidae. De soort komt voor in West-Australië.